# Piera
Piera es un municipio de Cataluña, España. Perteneciente a la provincia de Barcelona, en la comarca de Noya y es el término municipal más extenso de la comarca. Limita al norte con Castellolí y Bruch, al sur con San Sadurní de Noya, al este con Masquefa, al oeste limita con Cabrera de Igualada, al noreste con Els Hostalets de Pierola, al noroeste con los términos de La Pobla de Claramunt y Vallbona, al sureste con San Lorenzo de Hortóns y finalmente al suroeste con Torrelavit.
Tiene una superficie de 57,3 km² y una altitud media de 324,7 m. Piera cuenta con más de 15 000 habitantes empadronados. Esta población aumenta considerablemente en el verano a consecuencia de las segundas residencias.
Su situación al sureste de la comarca de Noya la hace limítrofe con Alto Penedés, sus tierras del sur del término tienen las mismas características que las del Penedès. Conjuntamente con el núcleo urbano, Piera la forman, según el inventario de 1981, 74 caseríos y 18 barrios. Entre esos barrios destacan Can Canals de Masbover, Can Bonastre, Can Martí y Can Claramunt
El municipio se comunica con otras poblaciones a través de la línea R6 de los FGC, la Hispano Igualadina y con vehículo propio se puede llegar por cinco carreteras.

## Clima
De acuerdo a los datos de la tabla a continuación y a los criterios de la clasificación climática de Köppen modificada el clima de Piera es mediterráneo de tipo Csa (templado de verano seco y caluroso).
| Parámetros climáticos promedio de Piera en el periodo 1975-1994                                                                               | Parámetros climáticos promedio de Piera en el periodo 1975-1994 | Parámetros climáticos promedio de Piera en el periodo 1975-1994 | Parámetros climáticos promedio de Piera en el periodo 1975-1994 | Parámetros climáticos promedio de Piera en el periodo 1975-1994 | Parámetros climáticos promedio de Piera en el periodo 1975-1994 | Parámetros climáticos promedio de Piera en el periodo 1975-1994 | Parámetros climáticos promedio de Piera en el periodo 1975-1994 | Parámetros climáticos promedio de Piera en el periodo 1975-1994 | Parámetros climáticos promedio de Piera en el periodo 1975-1994 | Parámetros climáticos promedio de Piera en el periodo 1975-1994 | Parámetros climáticos promedio de Piera en el periodo 1975-1994 | Parámetros climáticos promedio de Piera en el periodo 1975-1994 | Parámetros climáticos promedio de Piera en el periodo 1975-1994 |
| Mes | Ene.                                                            | Feb.                                                            | Mar.                                                            | Abr.                                                            | May.                                                            | Jun.                                                            | Jul.                                                            | Ago.                                                            | Sep.                                                            | Oct.                                                            | Nov.                                                            | Dic.                                                            | Anual                                                           |
| --- | --------------------------------------------------------------- | --------------------------------------------------------------- | --------------------------------------------------------------- | --------------------------------------------------------------- | --------------------------------------------------------------- | --------------------------------------------------------------- | --------------------------------------------------------------- | --------------------------------------------------------------- | --------------------------------------------------------------- | --------------------------------------------------------------- | --------------------------------------------------------------- | --------------------------------------------------------------- | --------------------------------------------------------------- |
| Temp. media (°C) | 6.4                                                             | 8.3                                                             | 11.0                                                            | 12.6                                                            | 16.4                                                            | 19.8                                                            | 24.0                                                            | 23.8                                                            | 20.5                                                            | 15.6                                                            | 10.3                                                            | 7.8                                                             | 14.7                                                            |
| Precipitación total (mm) | 42.8                                                            | 39.8                                                            | 43.6                                                            | 49.4                                                            | 65.3                                                            | 47.1                                                            | 23.2                                                            | 47.8                                                            | 60.6                                                            | 70.5                                                            | 58.2                                                            | 30.9                                                            | 579                                                             |
| Fuente: Ministerio de Agricultura, Alimentación y Medio Ambiente. Datos de precipitación y de temperatura para el periodo 1975-1994 en Piera. |                                                                 |                                                                 |                                                                 |                                                                 |                                                                 |                                                                 |                                                                 |                                                                 |                                                                 |                                                                 |                                                                 |                                                                 |                                                                 |

## Economía
La población activa reparte las actividades entre la industria metalúrgica y de material eléctrico, materiales para la construcción y empresas del mismo ramo, química, carpintería, agricultura de secano, con predominio de la viña, con Denominación de Origen Penedés, y el cereal, además de los cultivos arborícolas: el olivar y el avellanar, estos en retroceso, al mismo tiempo, ha sabido desarrollar un específico ámbito de servicios. En el campo de la industria, desde 1990 se está desarrollando la industrialización del polígono industrial.
Piera conserva todavía a dos de los ceramistas locales y está viva la tradición de hacer alimentos artesanos. Más de un centenar de entidades y asociaciones dan testimonio del dinamismo social del municipio.

## Demografía
Piera cuenta con una población de 17 555 habitantes (INE 2024).
| Gráfica de evolución demográfica de Piera entre 1842 y 2021 |
| |
| Población de derecho según los censos de población del INE. Población de hecho según los censos de población del INE.En este censo se denominaba Piera y Greixá: 1842. Entre el censo de 1857 y el anterior, crece el término del municipio porque incorpora a Fortesa. |

## Administración
| Periodo   | Nombre                                                                         | Partido             |
| --------- | ------------------------------------------------------------------------------ | ------------------- |
| 1979-1983 | José Manuel Lacambra Pellicer                                                  | CiU                 |
| 1983-1987 | Pedro Farres Bonastre                                                          | PSC                 |
| 1987-1991 | Pedro Farres Bonastre                                                          | PSC                 |
| 1991-1995 | Jaume Salvador Guixà i Soteras                                                 | CiU                 |
| 1995-1999 | Jaume Salvador Guixà i Soteras                                                 | CiU                 |
| 1999-2003 | Jaume Salvador Guixà i Soteras                                                 | CiU                 |
| 2003-2007 | Jaume Salvador Guixà i Soteras                                                 | CiU                 |
| 2007-2011 | Josefina Altarriba Queraltó (2007-2009) Jordi Madrid Roca (2009-2011)          | PSC ERC             |
| 2011-2015 | Jaume Salvador Guixà i Soteras                                                 | CiU                 |
| 2015-2019 | Jordi Madrid i Roca (2015-2017; 2018-2019) Josep Llopart i Gardela (2017-2018) | ERC PDeCAT          |
| 2019-2023 | Jordi Madrid i Roca (2019-2021) Josep Llopart i Gardela (2021-2023)            | ERC PDeCAT          |
| 2023-act. | Carme González Anjaumà                                                         | Sumem per Piera-PSC |

## Patrimonio
Los tres lugares por excelencia de Piera son la pineda de Can Ferrer del Coll, donde pinos y encinas forman un conjunto del Bedorc; las Flandes de 64 ha, un capricho de la naturaleza que, con la erosión, ha transformado una zona arcillosa en un lugar comparable a los congostos de la fama mundial de El Colorado; y la iglesia modernista de Ca N'Aguilera, obra de Francesc Berenguer (discípulo de Gaudí), que forma parte del conjunto arquitectónico de la antigua casa Aguilera o casa Zaragoza de Viala en el barrio de Ca N'Aguilera.

## Ciudades hermanadas
- Estepa (España).[cita requerida]
- Osaka (Japón).[cita requerida]

## Personas destacadas
- Agustín Ginesta y Segovia (1756-1815), cirujano, profesor y escritor, especializado en la obstetricia, y tío de Pedro Castelló.
- Toni Bou, piloto de trial.